# Erich Meyer (Mediziner)
Erich Meyer (* 11. März 1874 in Braunschweig; † 1927)  war ein deutscher Internist.
Er war der Sohn des jüdischen, später evangelischen Chemikers Richard Meyer.
Er war ab 1905 Privatdozent in München und ab 1909 außerordentlicher Professor für innere Medizin in Straßburg, ab 1914 ordentlicher Professor in Straßburg. Außerdem war er Vorstand der Medizinischen Universitätspoliklinik. Nach dem Ersten Weltkrieg musste er wie andere Deutsche Straßburg verlassen und war ab 1919  Professor in Göttingen und Direktor der Medizinischen Klinik des Universitätskrankenhauses in Göttingen. Er starb bei einer Bergbesteigung in der Schweiz.
Er wirkte auch in Zürich und Basel und lehrte in Frankfurt (nach der Vertreibung aus Straßburg).
Meyer war Mitarbeiter am Handbuch der inneren Medizin (z. B. 2. Auflage, Band 4) und betreute nach dem Tode von Hermann Lenhartz das von diesem begründete Standardwerk Mikroskopie und Chemie am Krankenbett. Er war außerdem einer der Herausgeber der Ergebnisse der inneren Medizin und Kinderheilkunde.
Er entwickelte einen Bluttest, der nach ihm und Joseph Hoenig Kastle (1864–1916) benannt ist, den Kastle-Meyer-Test. Er benutzt Phenolphthalein und Wasserstoffperoxid und färbt sich rosa/rot als Reaktion mit dem Hämoglobin im Blut. Meyer entwickelte ihn 1903 aufbauend auf Arbeiten von Kastle von 1901.
1910 heiratete er die Kunstkritikerin und Schriftstellerin Anna Spier, die Witwe des SdAP-Mitgründers Samuel Spier, die ihren Vornamen nach ihrer Heirat mit ihm „AnnaErich“ schrieb und von da an als „AnnaErich Meyer“ publizierte.

## Schriften
- Über den gegenwärtigen Stand der Pathologie und Therapie des Diabetes insipidus, Albus Sammlung zwangloser Abhandlungen aus dem Gebiete der Verdauungs- und Stoffwechselkrankheiten, Halle: Marhold 1914.
- mit Hermann Lenhartz: Mikroskopie und Chemie am Krankenbett, 9. Auflage, Springer 1919
- Zur Pathologie und Physiologie des Durstes, Straßburg: Trübner 1918
- Vom Werden und Wesen des ärztlichen Berufes: eine Entgegnung, Klinische Wochenschrift, 7. Jahrgang, Nr. 16, 1928 (ediert von seiner Witwe, AnnaErich Meyer).